# General Nakar
General Nakar ist eine philippinische Stadtgemeinde in der Provinz Quezon. Sie hat 29.705 Einwohner (Zensus 1. August 2015). General Nakar wurde am 21. Juli 1949 gegründet. Die Stadtgemeinde ist nach Guillermo Peñamante Nakar (1906–1943) benannt, der eine Guerilla-Einheit befehligte, als sein Heimatland im Zweiten Weltkrieg durch japanische Truppen besetzt war.

## Geografie
General Nakar ist mit 1300 km² Fläche die größte Stadtgemeinde in der Provinz Quezon. Sie grenzt im Norden an Dingalan in der Provinz Aurora, im Süden an Real, und Infanta, im Westen an Rodriguez, Antipolo City, Tanay in der Provinz Rizal und Norzagaray in der Provinz Bulacan. Im Südosten liegt die Bucht von Lamon, im Osten die Philippinensee und der Polillo-Archipel.

## Baranggays
General Nakar ist politisch in 19 Baranggays unterteilt.
| - Anoling - Banglos - Batangan - Catablingan - Canaway - Lumutan - Mahabang Lalim - Maigang - Maligaya - Magsikap | - Minahan Norte - Minahan Sur - Pagsangahan - Pamplona - Pisa Lilia A.Cuerdo Brgy. Captain - Poblacion - Sablang - San Marcelino - Umiray |